# 투바어
투바어(тыва дыл)는 투르크어족에 속하는 언어로, 투바 공화국의 공용어이다. 몽골어에서 비롯한 낱말이 많으며, 일부는 러시아어에서 왔다.

## 문자
투바어는 몽골어와 매우 유사하다. 투바인 자체가 몽골 민족이지만 오랜 튀르크의 지배로 투바어는 튀르크화되었다. 1930년 이전의 투바어는 거의 몽골 문자로만 쓰여져 있었으나, 그 당시 이미 다른 투르크어족의 언어들은 거의 라틴 문자를 이용한 표기를 도입했다. 1930년 당시 투바족 승려인 로프산 치밋이라는 사람이 몽골 문자에서 라틴 문자로 고쳤는데, 그 결과 문맹률이 낮아지기 시작했다. 1940년부터 모든 투바어를 비롯한 투르크어족의 언어를 표기하는 방법이 키릴 문자로 대체되었으며, 로프산 치밋 등 라틴 문자로 바꾼 위인들은 소비에트 연방의 역사책에서 지워지기도 하였다.
소비에트 연방이 무너지고 나서 투바어 문자에 대한 정확한 고증이 이루어지기 시작했다.
지금 쓰이는 투바어의 문자는 러시아 문자에 세 개의 글자를 더한 것이다.
- ң (/ŋ/)
- Ө, ө (/ø/)
- Ү, ү (/y/)

문자의 순서도 러시아어와 같으며, ң는 Н 다음에, Ө는 О 다음에, Ү는 У 다음에 온다. ң는 낱말 처음에 오는 일이 없기 때문에 대문자를 쓰지 않는다.

## 문학
투바어에서는 입에서 입으로 전해진 짧은 수수께끼, 속담, 발음이 힘든 문장, 마법적인 이야기, 영웅 이야기, 무서운 이야기, 뜻이 매우 긴 단어, 암송하는 데에 몇 시간이 걸리는 서사시 등의 이야기가 많이 있다. 서사시 가운데에는 복투 키리쉬 보라 셸레이처럼 출판된 것도 있다.
이 전승은 알고 있는 사람이 나이가 들어가고 젊은 사람이 익히려 하지 않아 사라질 위기에 놓여 있다.